# Gilles Taillon
Gilles Taillon (né à Saint-Jérôme, le 11 août 1945) est un homme politique québécois et est le chef de l'Action démocratique du Québec du 18 octobre 2009 au 18 novembre 2009. Il avait annoncé qu'il quitterait son poste dès la nomination d'un nouveau chef dû au mécontentement des troupes sur son style de gestion.
De 1998 à 2006, il est président du Conseil du patronat du Québec. En 2007, il est élu député de Chauveau à l'Assemblée nationale du Québec sous la bannière de l'Action démocratique du Québec. Il ne sera en poste qu'un an et demi, en raison de sa défaite à l'élection générale suivante, le 8 décembre 2008. 

## Biographie
Gilles Taillon fait ses études à l'Université de Montréal, de 1967 à 1974. Il y obtient un baccalauréat ès arts, une licence ès lettres et un diplôme en relations industrielles.
Il consacre l'essentiel de sa carrière au domaine de l'administration publique. Il est notamment cadre supérieur au gouvernement du Québec de 1982 à 1990, directeur général de la Commission scolaire de Sherbrooke de 1990 à 1996 et directeur général de la Fédération des commissions scolaires du Québec entre 1996 et 1998.
Il est président du Conseil du patronat du Québec (CPQ) de 1998 à 2006. Après avoir quitté le CPQ, il continue d’œuvrer dans le domaine des relations publiques en travaillant notamment comme conseiller spécial.

## Fonctions politiques
Président de l'Action démocratique du Québec de novembre 2006 à septembre 2007.
Il est le bras droit du chef Mario Dumont durant la 38e législature, occupant le poste d'adjoint au chef de l'Opposition officielle du 29 mars 2007 au 5 novembre 2008.
Il est également le porte-parole de l'opposition officielle en matière de finances à partir du 19 avril 2007, membre de la Commission de l'Assemblée nationale et de la Commission des finances publiques à partir du 23 mai 2007 et président de la Commission de l'administration publique à partir du 25 mai 2007, toutes ces fonctions prenant fin avec le déclenchement des élections le 5 novembre 2008. 
Taillon décide alors de tenter sa chance dans la circonscription de Chapleau dans l'Outaouais, plutôt que de défendre son siège dans Chauveau, circonscription située à l'intérieur des limites de la Ville de Québec, château-fort de l'ADQ en 2007, en raison du mauvais état de santé de sa femme, rappelle le chroniqueur politique Michel David du Devoir. Il est battu dans Chapleau lors de l'élection générale québécoise de 2008.

## Course à la direction de l'ADQ de 2009
Le nom de Gilles Taillon a commencé à circuler publiquement dans la course à la succession de Mario Dumont à la tête de l'ADQ le 20 avril 2009. Le député François Bonnardel et l'ancienne députée de Groulx, Linda Lapointe, se sont portés volontaires pour co-présider sa campagne. Le 18 octobre 2009, après une élection à la direction très serrée contre Christian Lévesque et Éric Caire, il est élu à la tête de l'ADQ, devançant ce dernier par une voix de majorité seulement et devenant ainsi le troisième chef de l'histoire du parti.
Le 10 novembre 2009, Gilles Taillon demande à la direction du parti de déclencher une nouvelle course à la direction. Il annonce également qu'il demeura chef du parti durant la course à sa succession. Il a finalement donné sa démission le 18 novembre 2009 et fut remplacé par Gérard Deltell.